# Friedrich Bausback
Friedrich Bausback (* 13. September 1811 in Gremsdorf, Oberfranken; † 11. Juni 1836 in Würzburg) war ein deutscher Schriftsteller und römisch-katholischer Geistlicher.

## Leben
Bausback war der Sohn des Juristen Johann Georg Bausback, von dem er auch parallel zu seinem Schulbesuch unterrichtet wurde. Seine Schulzeit verbrachte Bausback in Bamberg und während seines Besuchs des Bamberger Gymnasiums debütierte Bausback mit ersten Gedichten.
Nach dem Abitur studierte Bausback an der Universität Würzburg zunächst Medizin und Philologie, wechselte aber schon bald zur Theologie. Bald nach dem erfolgreichen Abschluss seines Studiums wurde Bausback im Bamberger Dom zum Priester geweiht. Als solcher war er in Bamberg, später auch in Würzburg als Seelsorger tätig.
Fast sein ganzes Leben kränklich starb Friedrich Bausback bereits im Alter von 25 Jahren am 11. Juni 1836 in Würzburg.

## Werke
- Johann Georg Bausback (Hrsg.): Sammlung der vorzüglichsten Gedichte. - Bamberg : Dresch, 1840

| Personendaten    | Personendaten                                                 |
| ---------------- | ------------------------------------------------------------- |
| NAME             | Bausback, Friedrich                                           |
| KURZBESCHREIBUNG | deutscher Schriftsteller und römisch-katholischer Geistlicher |
| GEBURTSDATUM     | 13. September 1811                                            |
| GEBURTSORT       | Gremsdorf                                                     |
| STERBEDATUM      | 11. Juni 1836                                                 |
| STERBEORT        | Würzburg                                                      |